# Hostert (Rambrouch)
Pour l’article homonyme, voir Hostert (Niederanven).
Hostert (luxembourgeois : Hueschtert) est un village luxembourgeois de l'ancienne commune de Folschette, situé dans la commune de Rambrouch dans le canton de Redange.